# Бериккара
Бериккара — гора, один из северных отрогов Кызылтаса, в восточной части Сарыарки на территории Каркаралинского района Карагандинской области. Абсолютная высота 1093 м. Тянется с севера на юг на 8—10 км, с запада на восток на 5 км. Сложена породами верхнедевонского периода. Множество родников. На светло-каштановых почвах произрастает кустарниково-тырсовая степная растительность, в межгорных долинах встречаются ивняки. В Бериккара обнаружены следы древних разработок меди, серебра, свинца.